# Авдон (Башкортостан)
Авдон (баш. Авдон) — село в Уфимском районе Республики Башкортостан Российской Федерации. Административный центр Авдонского сельсовета.

## География
Село находится в 20 км от районного центра (Уфа), в 5 км от ближайшей ж/д станции (Авдон).

## Население
| 2002  | 2009  | 2010  | 2012  | 2013  | 2014  | 2015  |
| ----- | ----- | ----- | ----- | ----- | ----- | ----- |
| 4970  | ↗5056 | ↗5201 | ↗5225 | ↗5267 | ↗5318 | ↘5297 |
| 2016  | 2017  | 2021  |       |       |       |       |
| ↗5334 | ↘5263 | ↗5672 |       |       |       |       |

Согласно переписи 2002 года, преобладающие национальности — татары (45 %), русские (33 %). Согласно переписи 2020 года, преобладающая национальность — татары (50,6 %), русские (34,2 %), башкиры (12,3 %).

## Экономика и инфраструктура
Работают птицефабрика «Башкирская», предприятие «Агро-Гусь Урал». Имеется средняя школа, детский сад, больница, клуб, почта, отделение Сбербанка России, отделение полиции.

## Религия
В селе есть мечеть и ведётся строительство храма преподобного Сергия Радонежского.